# Таємні види на гору Фудзі
«Таємні види на гору Фудзі» — шістнадцятий роман Віктора Пелевіна, написаний ним в 2018 році і вийшов 27 вересня того ж року у видавництві «Ексмо»,.

## Сюжет
Роман оповідає про російського підприємця Даміані Улітіне і його стартап «Fuji experiences», суть якого зводиться до продажу щастя. Точніше, забезпечує клієнтам набір процедур, ефект від яких гарантує давно забуте задоволення від життя. В паралельній сюжетній лінії подруга головного героя приєднується до секти «Нових мисливців», що практикують «езотеричний фемінізм», який сходить[прояснити] до вчення однієї з послідовниць Кастанеди. У фінальній частині роману долі героїв очікувано переплітаються саркастичним чином.

## Думки критиків
У романі «Таємні види на гору Фудзі» — чудова сатира і на стартаперів зі Сколково, і на олігархів, і на фемінізм, і на західну — а може, і загальнолюдську — жадібність. (Ольга Амінова)
Критик Галина Юзефович оцінила новий роман як «найбільший буддистський» і «прямолінійний», але побачила в ньому «мізогінічний душок», здатний «зіпсувати враження від роману, у всіх інших відносинах яскравого, ясного, привабливого та багатого милими „пасхалками“ для давніх шанувальників творчості письменника».
Політик Гавриїл Попов вважає, що «Пєлєвін прийшов до правильного, на мій погляд, висновку про те, що необхідно змінити сам фундамент сучасної цивілізації. Необхідний глобальний перегляд всіх її постулатів. Відмова від зосередження на своєму „я“, від суспільства споживання. <…> перспективи обіцяє тільки <…> об'єднання того кращого, що дали соціалістична, колективістська ідеологія і анархістські, екзистенційні ідеології індивідуалізму».